# Camilla Sköld Jansson
Nancy Camilla Sköld Jansson, född Sköld 16 september 1957 i Västanfors församling, Västmanlands län, är en svensk tidigare politiker (vänsterpartist) och utbildad socionom. Hon var ordinarie riksdagsledamot 1998–2006, invald i Jämtlands läns valkrets.
I riksdagen var hon ledamot i arbetsmarknadsutskottet 1998–2006. Hon var även suppleant i konstitutionsutskottet, utbildningsutskottet och sammansatta konstitutions- och utrikesutskottet.
2012–2019 var hon socialpolitisk chef på Akademikerförbundet SSR. Där arbetade hon bland annat för att Lagen om stöd och service till vissa funktionshindrade (LSS) skulle fungera bättre, och för bättre arbetsvillkor inom äldreomsorgen.